# Wuling Sunshine
Wuling Sunshine — микровэн вместимостью 5—8 мест, производимый с 2002 года совместным предприятием SAIC-GM-Wuling.

## Первое поколение
Первое поколение Wuling Sunshine выпускалось с 2002 по 2013 год. В 2010—2013 годах Sunshine являлся самым продаваемым автомобилем в Китае (например, в 2011 году было выпущено 943000 экземпляров). Другая модель, Wuling Hongtu, носит название Sunshine в Сингапуре.

### Технические характеристики
Первое поколение Wuling Sunshine оснащалось рядом бензиновых двигателей объёмом 1,0—1,2 л, мощностью 34,7—63 кВт (50—84 л. с. по стандарту SAE). Расход топлива варьируется от 6,8 до 7,8 л/100 км. Двигатель, расположенный посередине, приводит в движение задние колёса через пятиступенчатую механическую трансмиссию. Тормозная система гидравлическая: передние тормоза дисковые, а задние — барабанные. Рулевое управление — реечного типа.
Базовая версия имеет не три ряда сидений, а два. Стеклоподъёмники автомобилей механические. Опционально автомобили были оборудованы системой кондиционирования воздуха.

Существует также версия Wuling Sunshine с колёсной базой 2750—3995 мм и массой 1010—1030 кг.

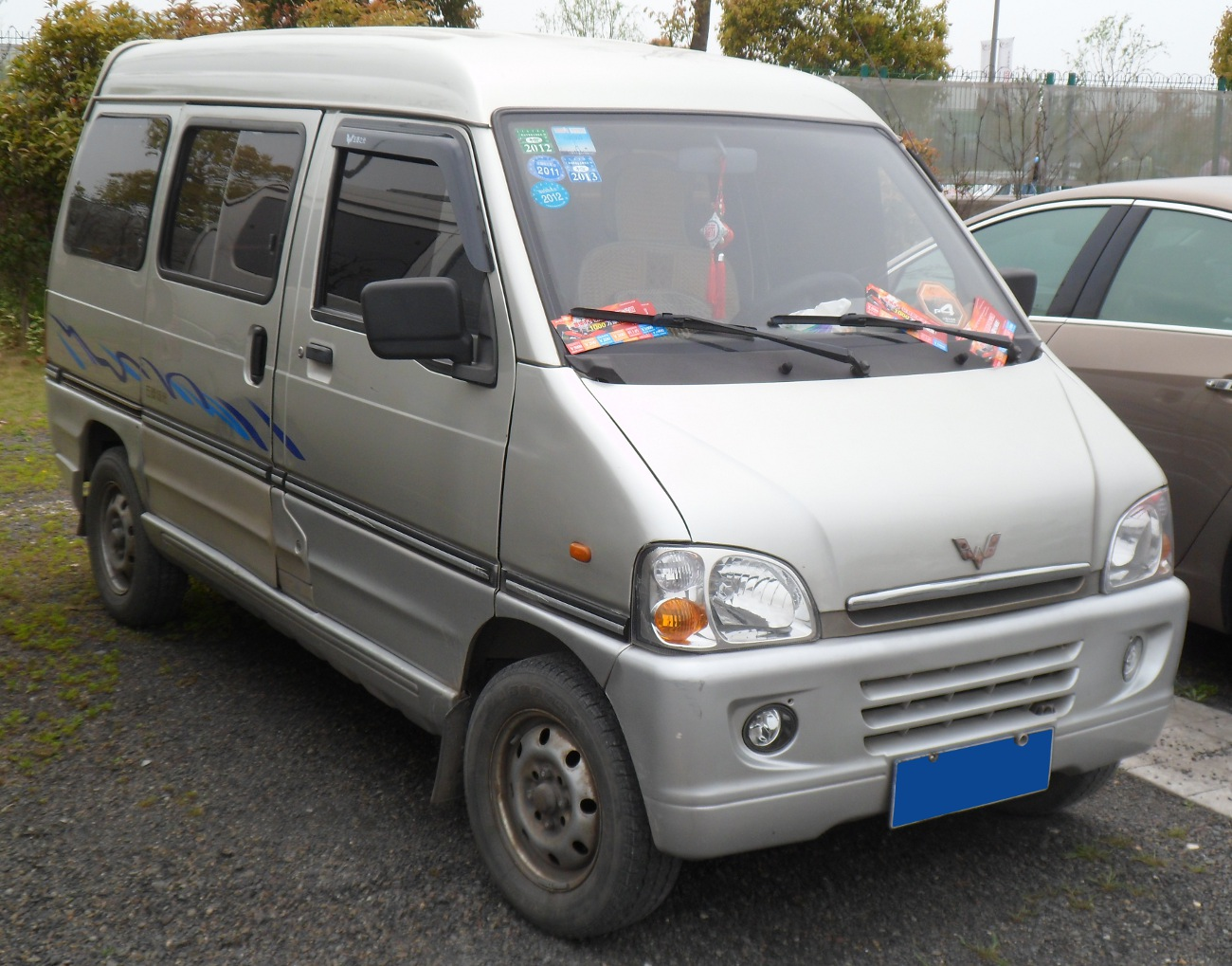
Вид спереди
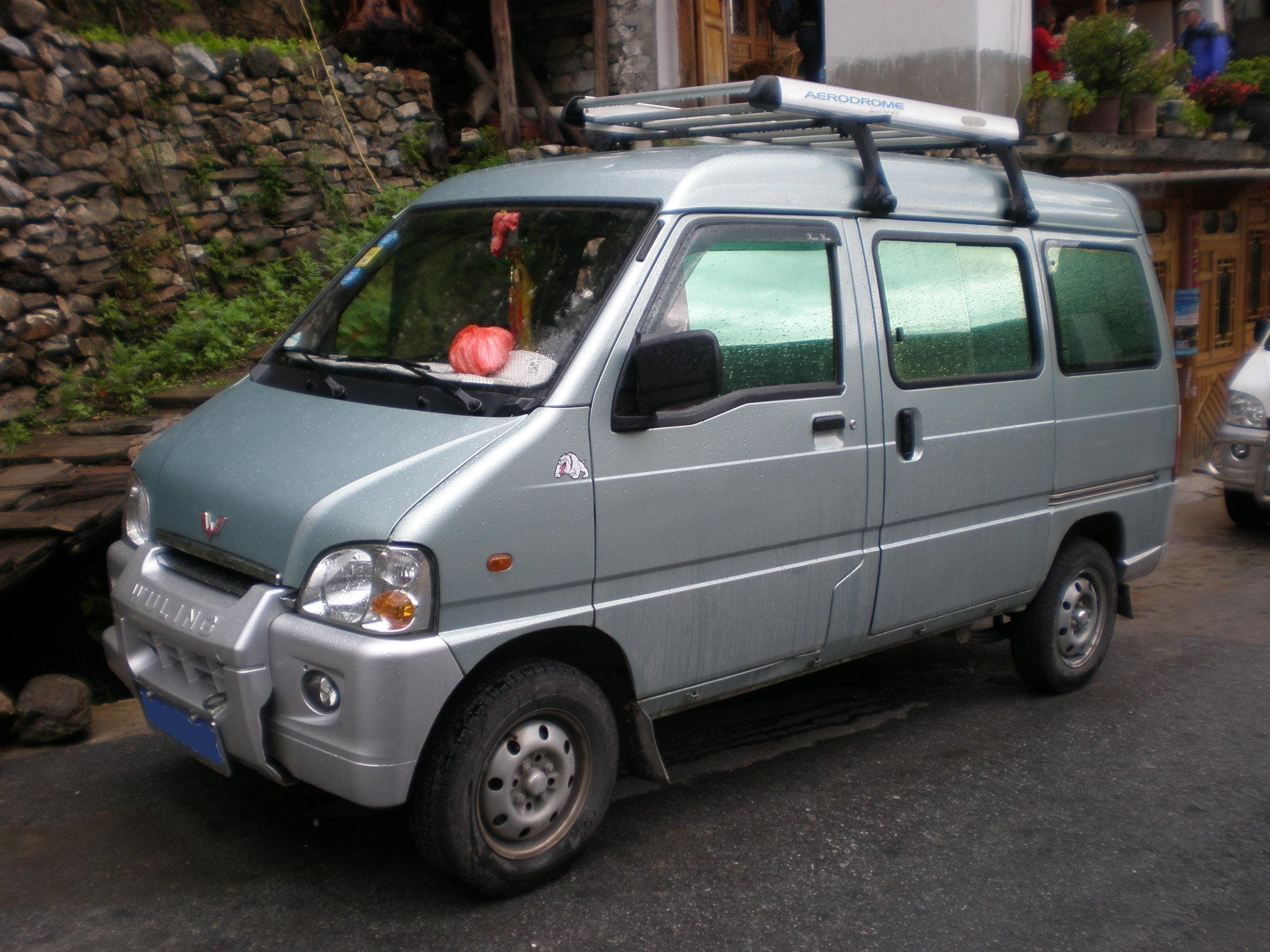
Wuling Sunshine LZW6371
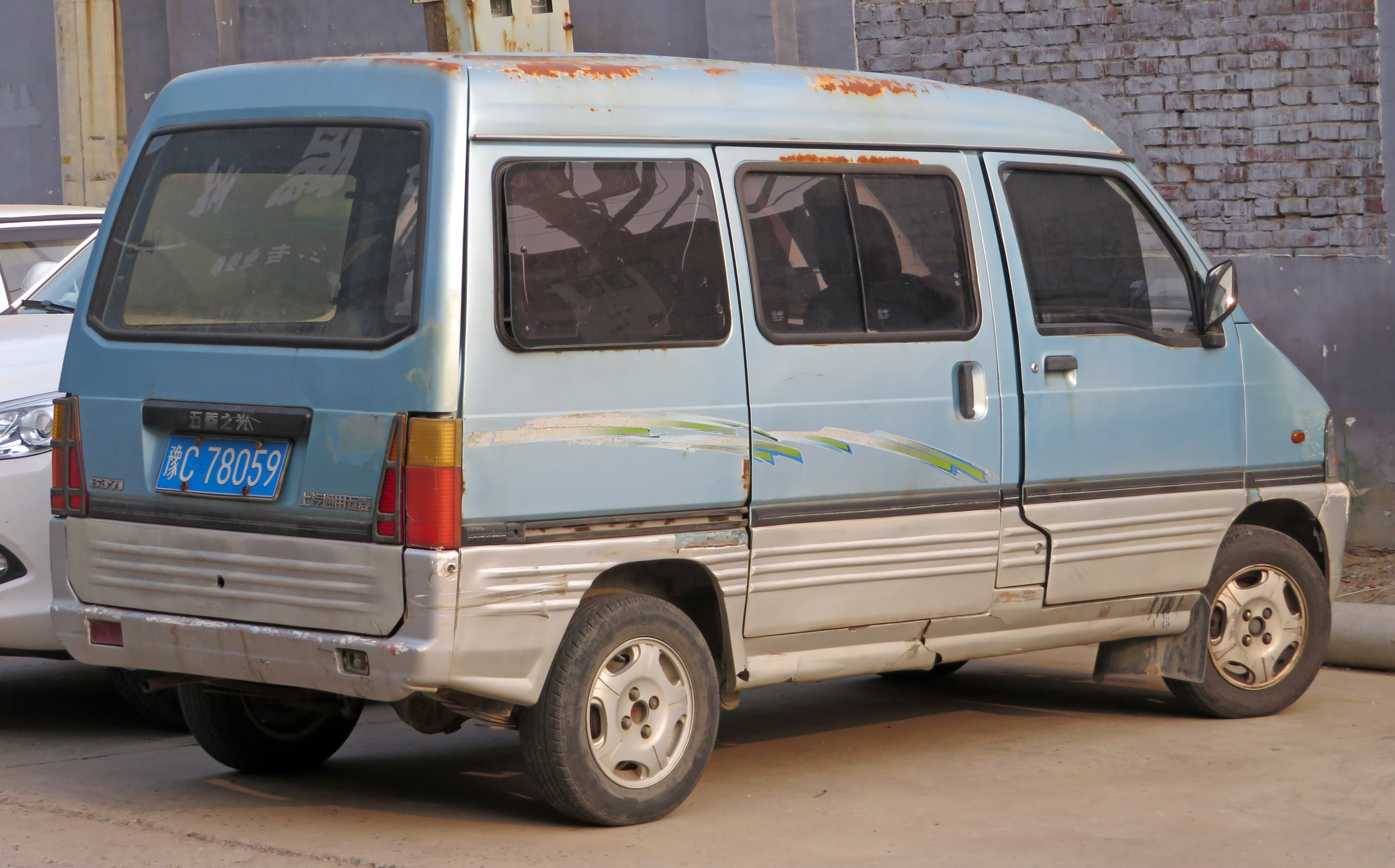
Вид сзади
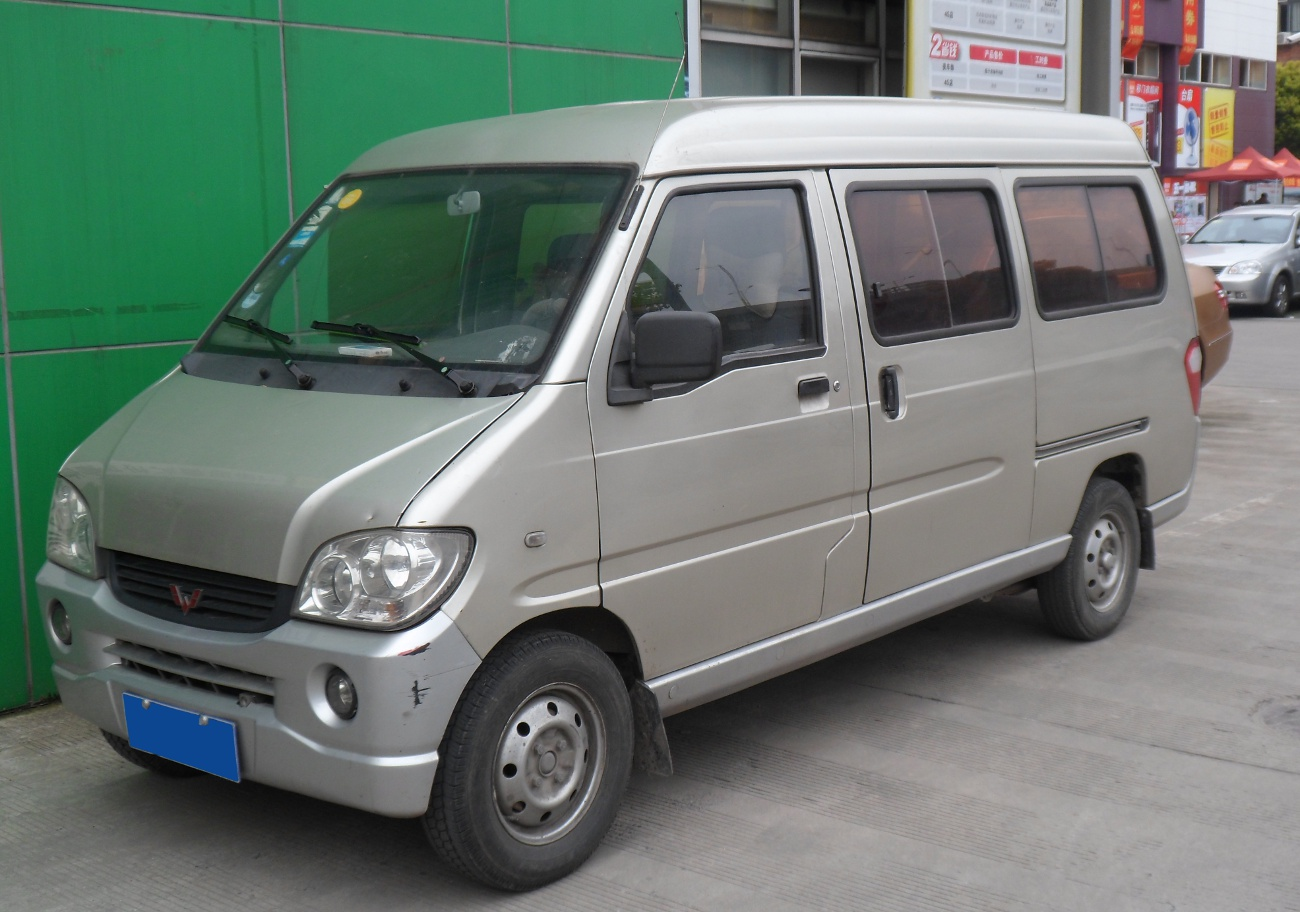
Фейслифтинг (2006)
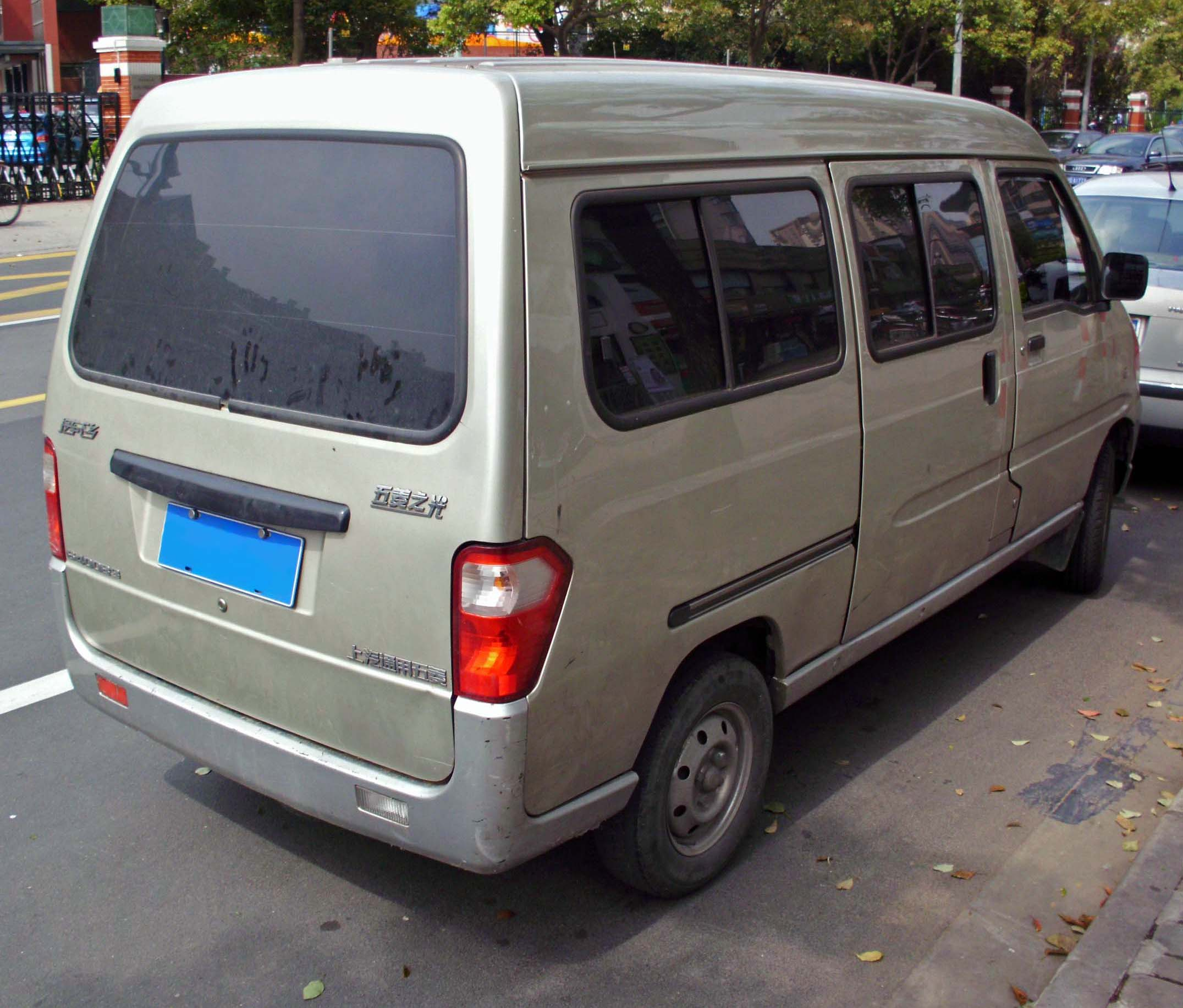
Вид сзади
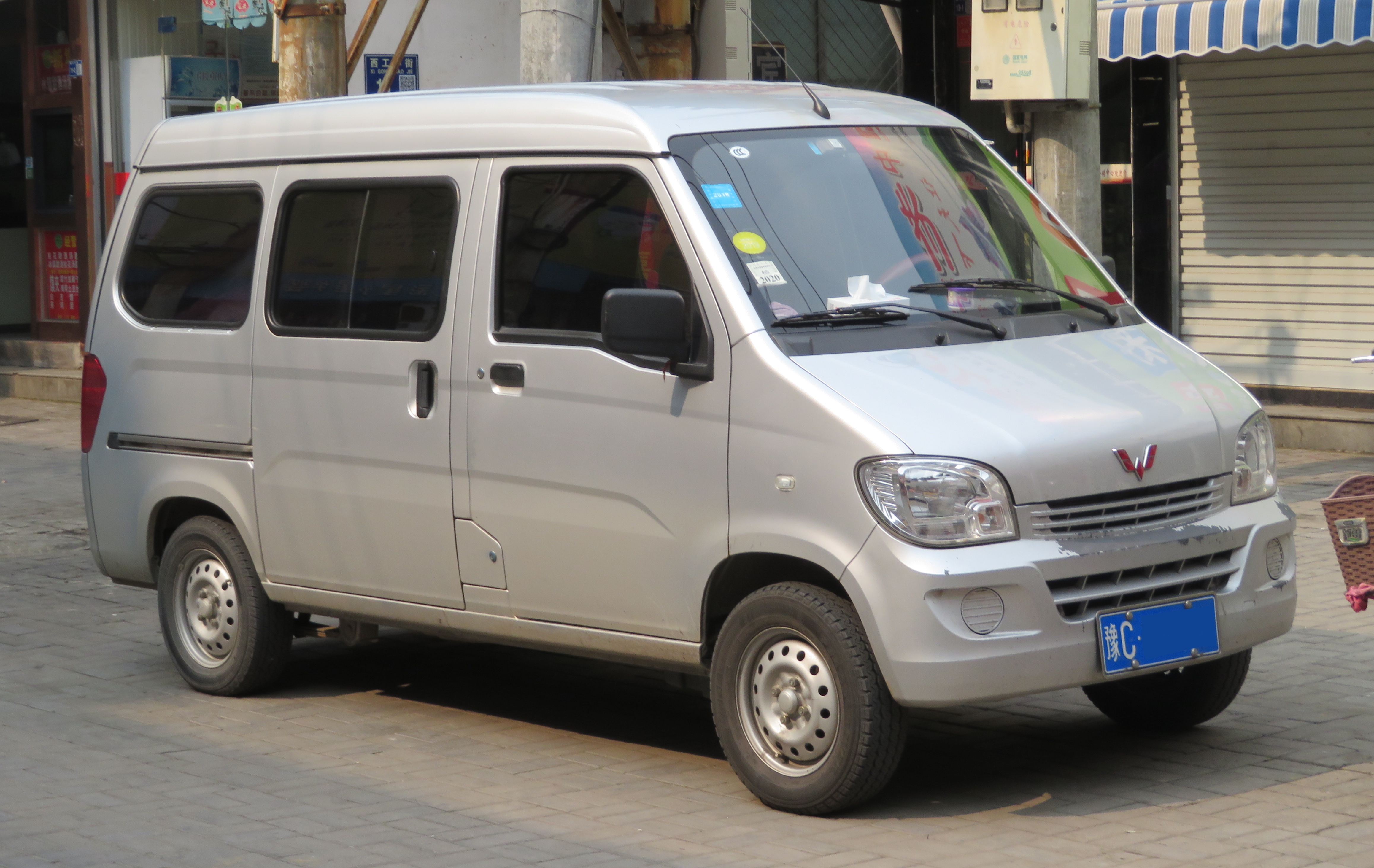
Второй фейслифтинг (2013)
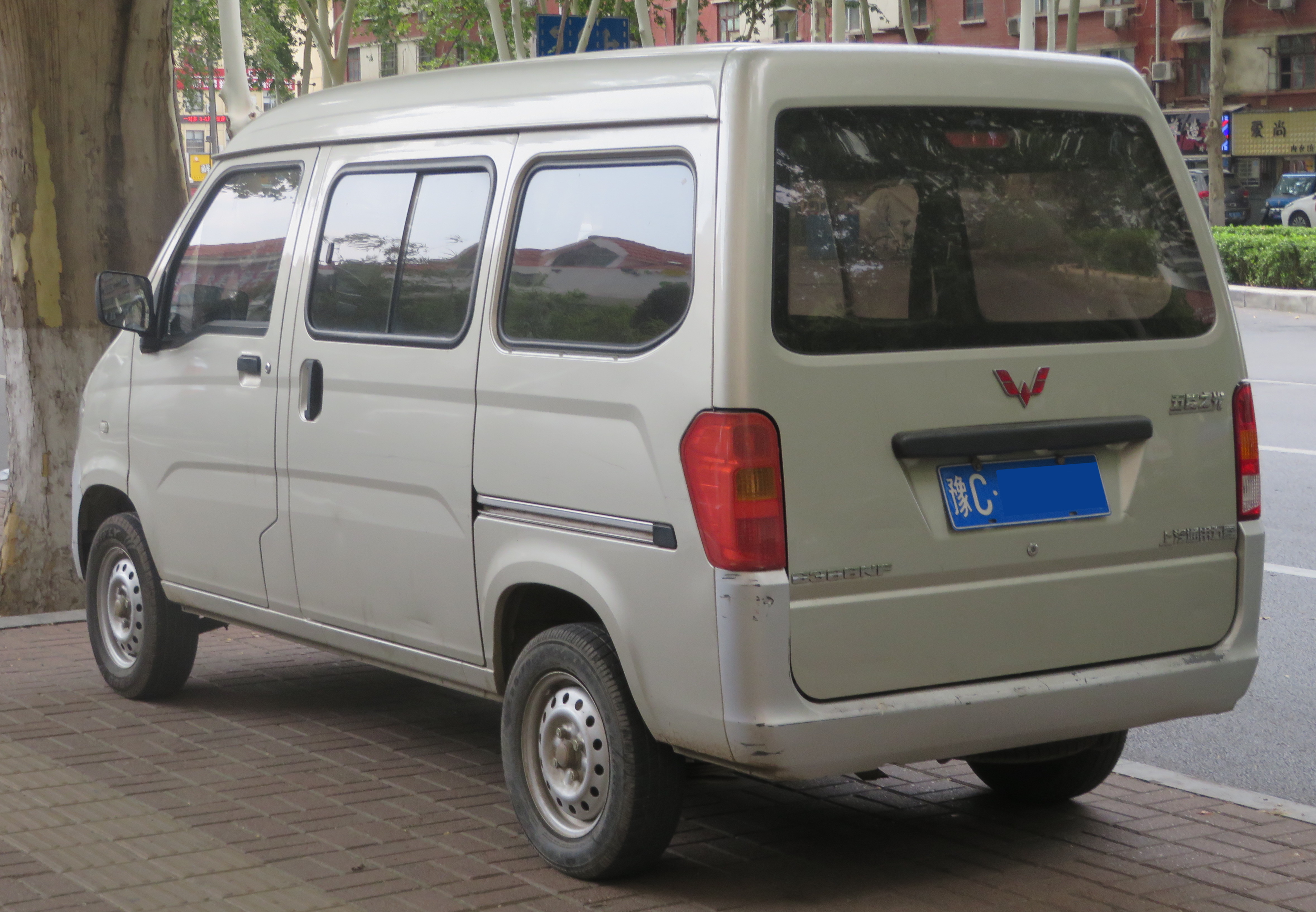
Вид сзади

## Второе поколение (New Sunshine)
Второе поколение получило название Wuling Sunshine (Wuling 6390, 新五菱之光). До 2013 года автомобили продавались параллельно с предыдущим поколением.

### Технические характеристики
Второе поколение Wuling Sunshine оснащается теми же двигателями и трансмиссией, что и предыдущее поколение. Например, 1,0-литровый двигатель развивает мощность 45 кВт (61 л. с.) и крутящий момент 85 Н·м и сочетается в паре с пятиступенчатой механической трансмиссией.

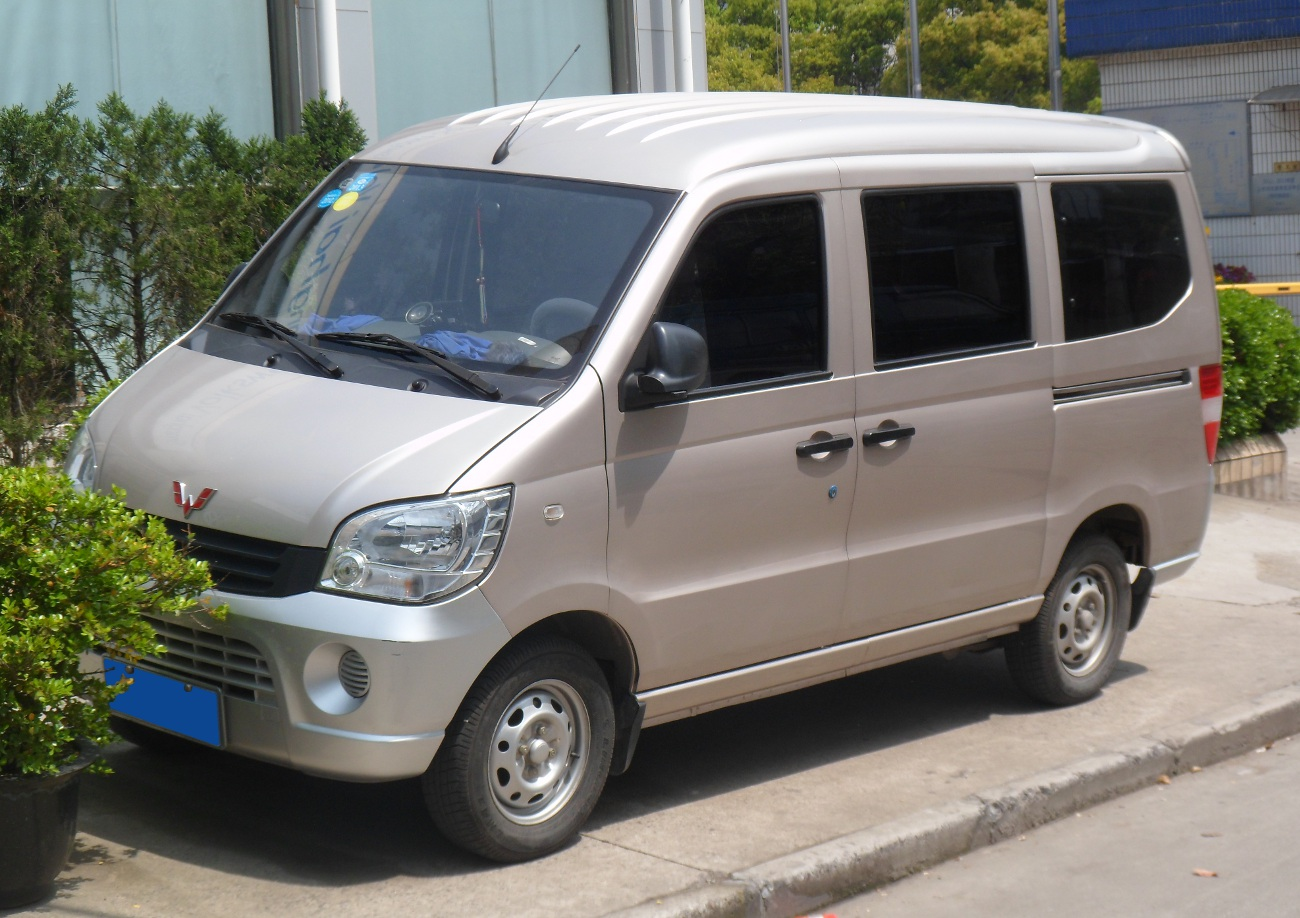
Вид спереди
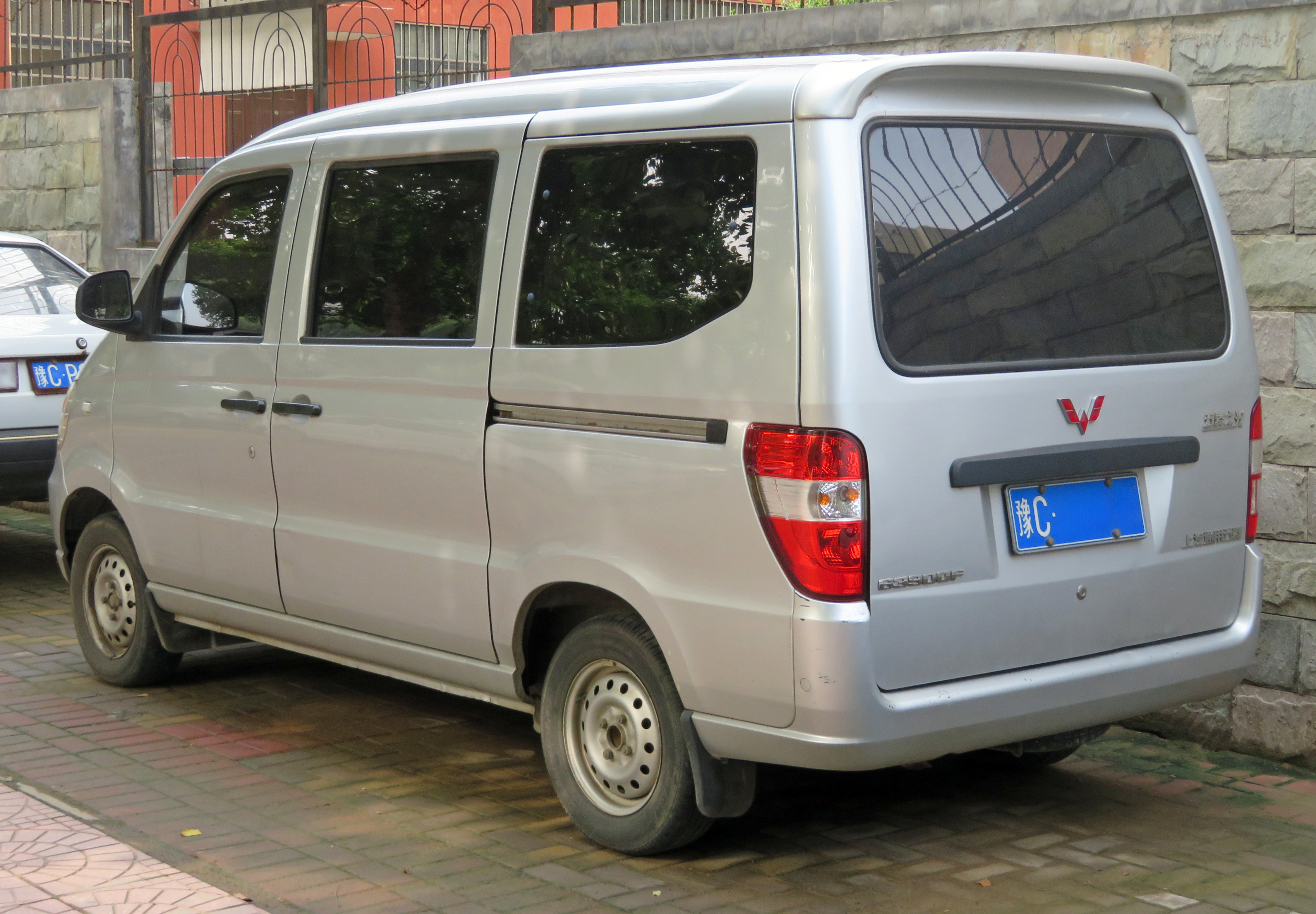
Вид сзади

## Wuling Sunshine S
Как и Wuling Rongguang S, Wuling Sunshine S является переработанной версией Wuling Sunshine. В отличие от оригинального Sunshine, Sunshine S имеет системы ABS и EBD.

### Технические характеристики
Wuling Sunshine S приводится в движение 1,2-литровым двигателем мощностью 82 л. с. и крутящим моментом 115 Н·м в паре с пятиступенчатой механической трансмиссией.

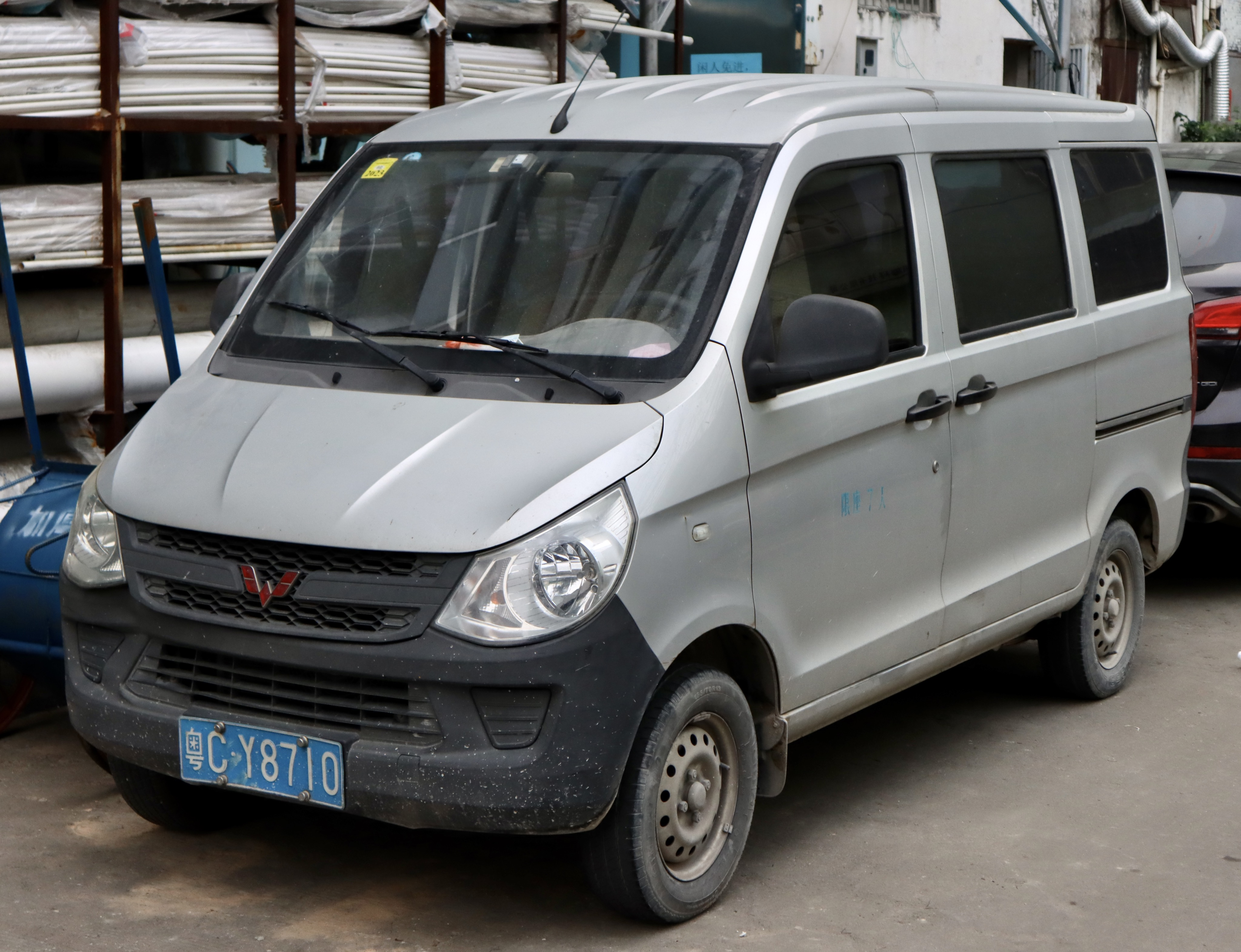
Вид спереди
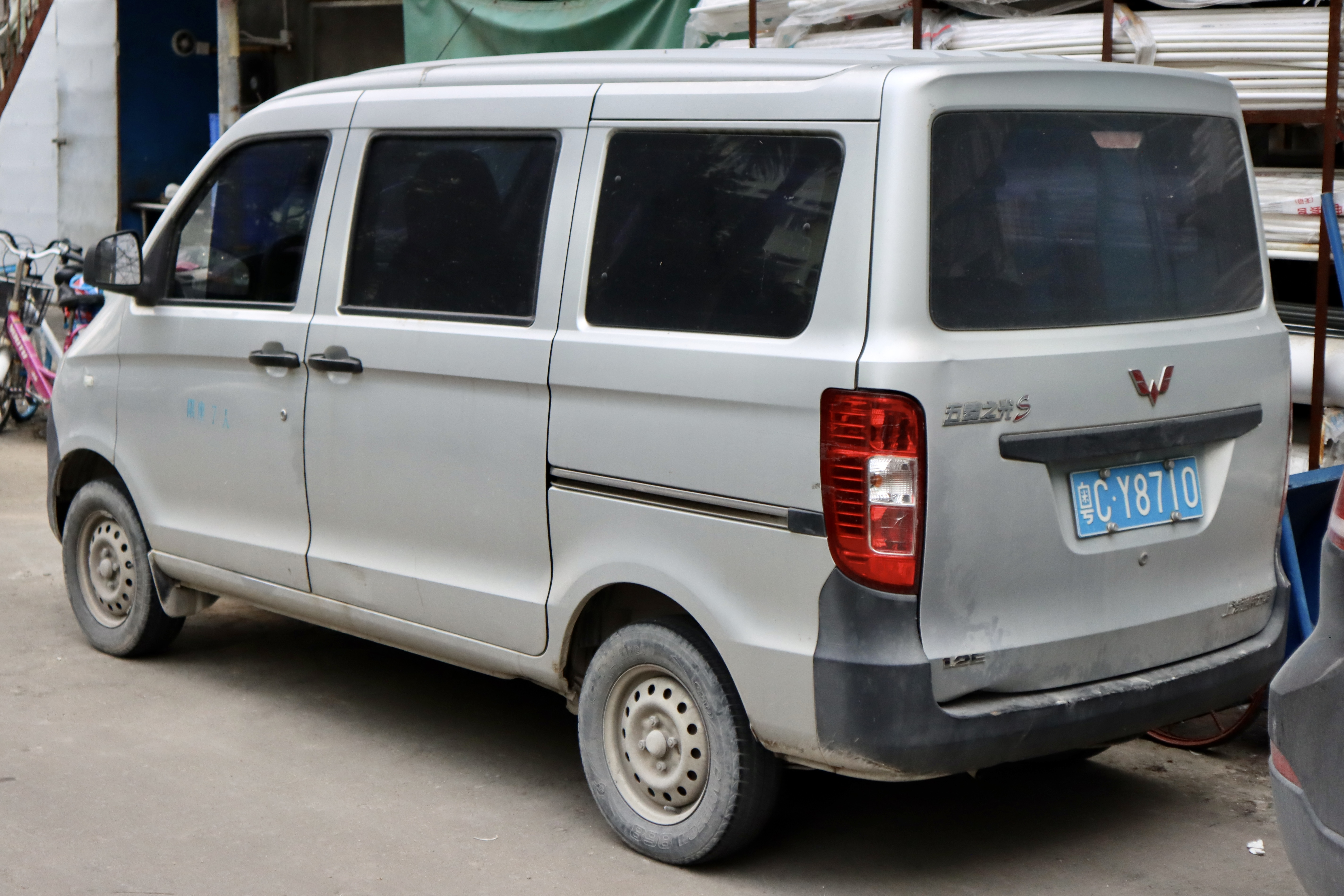
Вид сзади

## Wuling Sunshine V
Буквой «V» обозначается стиль кузова, наиболее соответствующий компактвэну.

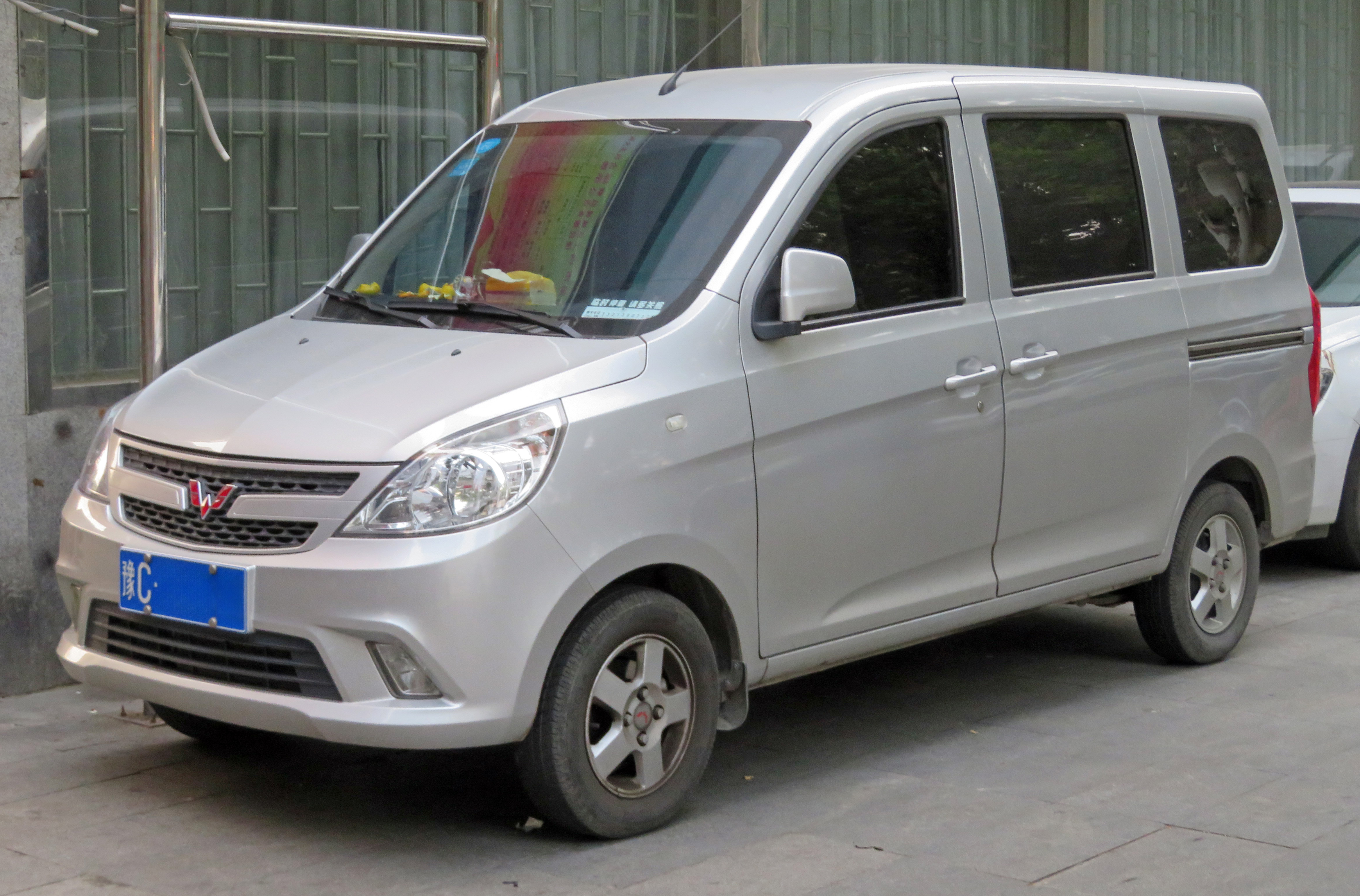
Wuling Sunshine V
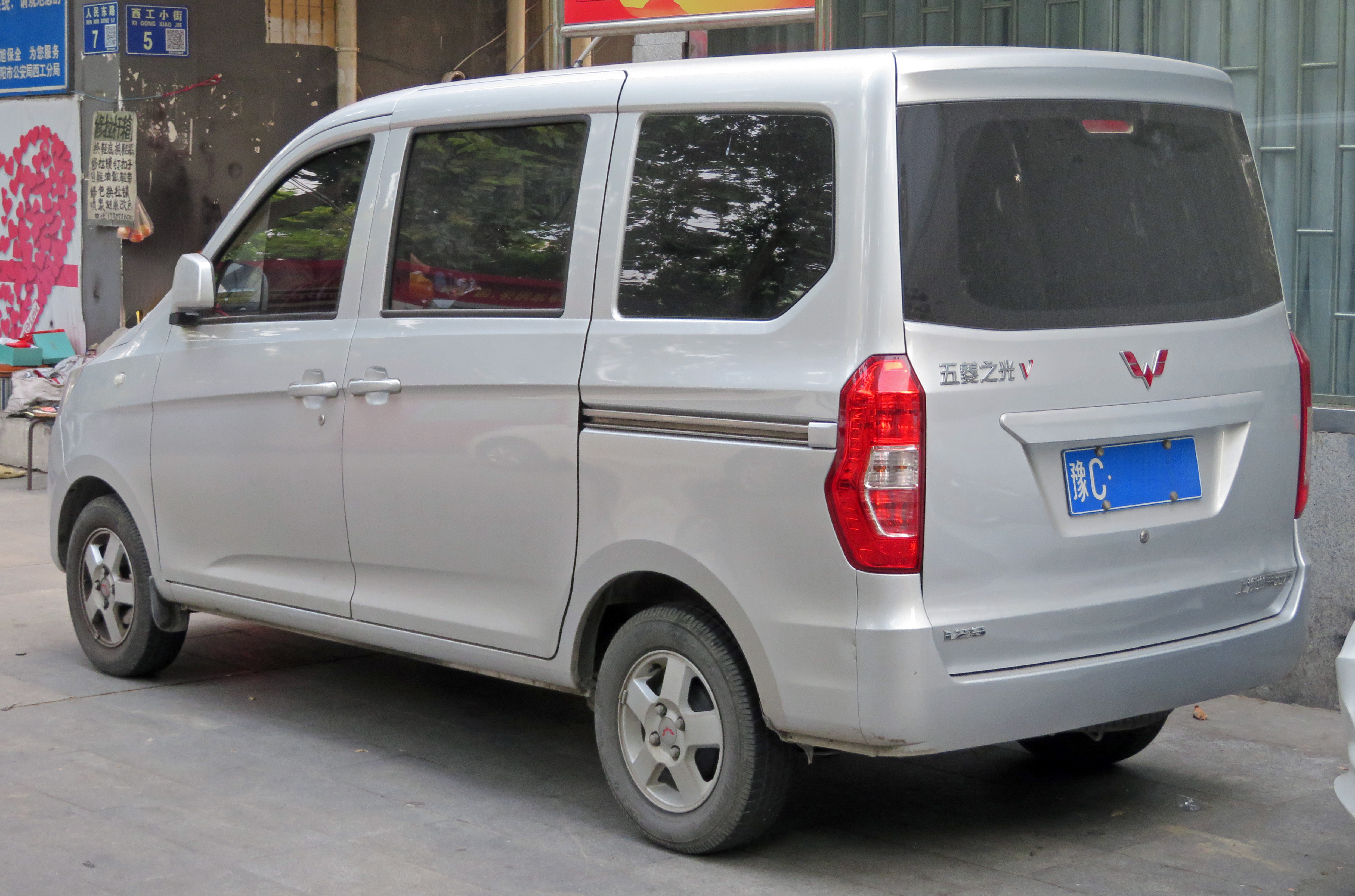
Вид сзади
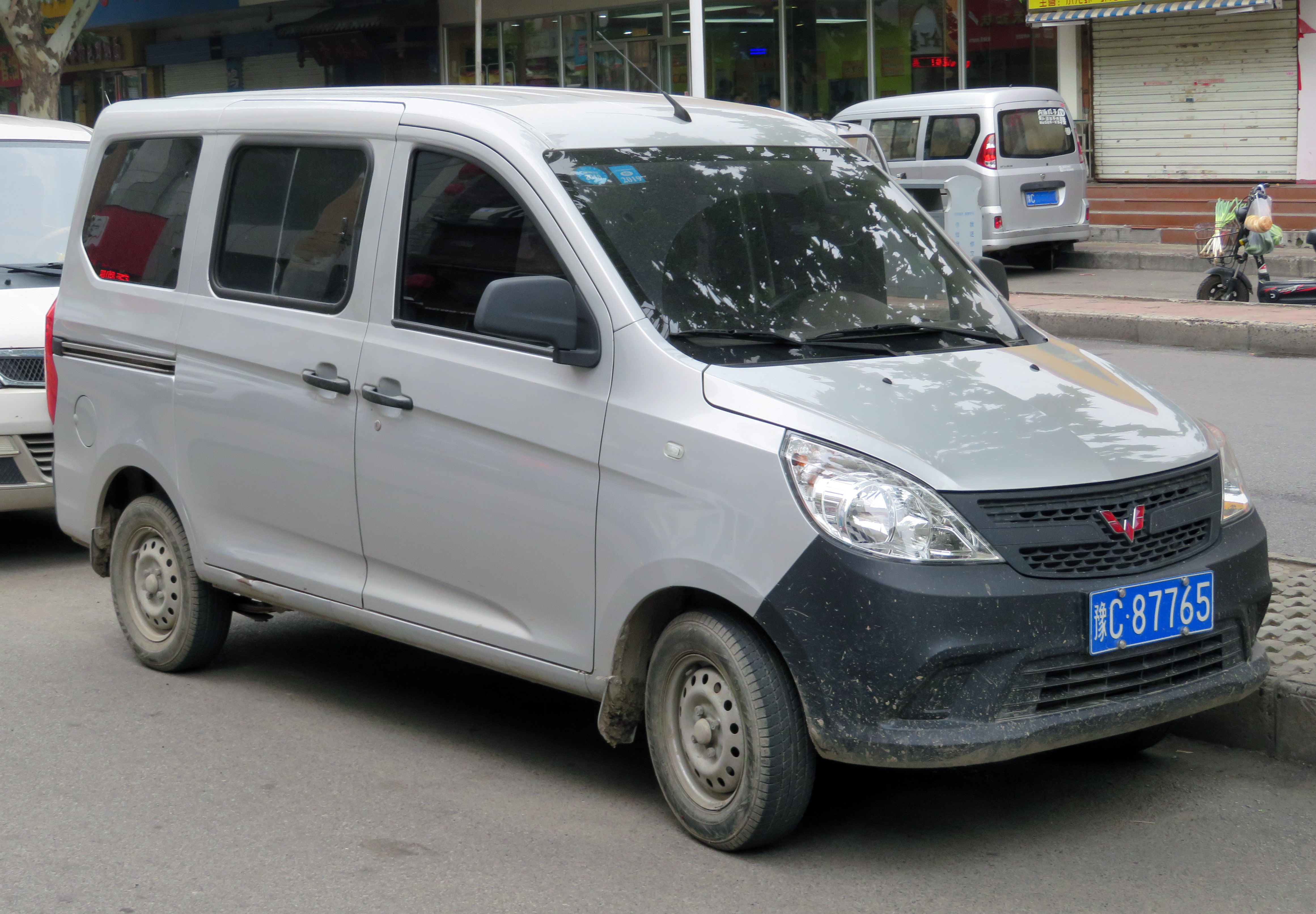
Вид спереди